# Georg Friedrich Rebmann
Pour les articles homonymes, voir Rebmann.
Andreas-Georg-Friedrich Rebmann (né le 24 novembre 1768 à Sugenheim - mort le 16 septembre 1824 à Wiesbaden), est un  républicain et juge allemand.

## Biographie
Il publia notamment en 1794 une traduction du discours de Robespierre du 27 brumaire an II sur la situation politique de la République française :
Nouveau manifeste de la République française à tous les peuples du monde.
(Neues Manifest der Frankenrepublik an alle Völker der Welt.)
Juriste, il étudie à Iéna, où il suit également les conférences de Friedrich von Schiller. Le Directoire français le nomma juge à Mayence, puis il fut promu président supérieur de la cour d'appel à Deux-Ponts. Georg Rebmann était ami des Allemands engagés dans la Révolution française. Inspirés par ses idées, ils attaquaient la politique intérieure des États d'Allemagne dans leurs journaux (Das neue graue Ungeheuer , 1795 ; Die Schildwache, 1796). Rebmann a défendu les jacobins mayençais avec passion, s'attirant par là la haine des réactionnaires.
Il se chargea de défendre Jean Buckler, dit Schinderhannes, chef d'une bande de chauffeurs, au Palais de justice de Mayence, l'Hôtel de Stadion, avant son exécution sur la guillotine en compagnie de 19 complices le 21 novembre 1803.

## Œuvres
- Coup d’œil sur les quatre départemens de la rive gauche du Rhin, considérés sous le rapport des mœurs de leurs habitants, de leur industrie et des moyens d’amélioration. 1802, Trèves: Lintz ; Coblence: Lassaulx.